# Kolbenstange

Kreuzkopf einer Dampflokomotive mit Pleuel (links, Doppel-T-Profil) und Kolbenstange (rechts, mit Querkeil)

Die Kolbenstange ist ein Maschinenelement von Kolbenmaschinen. Sie führt den Kolben im Zylinder, dichtet bei doppelt wirkenden Maschinen zusammen mit der Stopfbuchse den Druckraum des Zylinders gegen die Umgebung ab und stellt die Verbindung zum Kreuzkopf her. Man findet die Kolbenstange beispielsweise an Dampfmaschinen und Hydraulikzylindern.
In kleineren Verbrennungsmotoren, wie beispielsweise im Automobil, gibt es keine Kolbenstange. Das Kolbenhemd übernimmt die Rolle des Kreuzkopfes, das Pleuel ist direkt am Kolben angelenkt.